# Boiruna sertaneja
Boiruna sertaneja là một loài rắn trong họ Rắn nước. Loài này được Zaher miêu tả khoa học đầu tiên năm 1996.